# Mona Lisa (chanteuse)
Pour les articles homonymes, voir Mona Lisa.
Mona Lisa, née le 20 novembre 1979 à Yonkers (État de New York), est une chanteuse, écrivain et actrice américaine. Elle est connue pour son premier album "Can't Be Wasting My Time" mettant en scène le groupe hip-hop Lost Boyz, qui ont également participé au tube "Don't Be a Menace to South Central While Drinking Your Juice in the Hood". Elle est aussi connue pour sa musique " Just Wanna Please You" en duo avec Jadakiss.

## Discographie

### Albums
- 1996: 11-20-79
- 1998: Gett'n It On (Non-labellisé)
- 2010: Reckless

### Singles
- 1996 - Can't Be Wasting My Time (feat. The Lost Boyz)
- 1996 - You Said
- 1997 - Just Wanna Please U (Stevie J. Remix) (feat. The LOX)
- 1997 - Somehow (avec les voix de Theory et Kurupt)
- 1998 - Peach
- 2004 - Girls (avec Cam'ron)
- 2007 - Get at Me (avec Sonja Blade)

## Filmographie
| Année | Chanson                                                                      | Produit par       |
| ----- | ---------------------------------------------------------------------------- | ----------------- |
| 1995  | "Can't Be Wasting My Time (One Dread One Ball Head Version feat. Lost Boyz)" | Brian Luvar       |
| 1996  | "Time To Shine" (Lil' Kim feat. Mona Lisa)                                   | Lance "Un" Rivera |
| 1996  | "You Said"                                                                   | Paul Hunter       |
| 1997  | "Just Wanna Please U (Stevie J. Version feat. The LOX)"                      | Diane Martel      |
| 1997  | "Somehow"                                                                    | -                 |
| 1998  | "Peach"                                                                      | Ron Norsworthy    |